# 朱輔 (成國公)
朱輔（？年—1523年），字廷贊，自號枕槐，明朝政治人物。祖上为永樂功臣成國公朱能。

## 生平
弘治九年（1496年）其父朱儀去世，本年十二月襲成國公爵位。十一年正月领三千营，管操练，十三年四月掌管神机营，七月任南京守备兼掌南京中军都督府事。
正德十一年（1516年）虏寇白羊口等处，佩平胡將軍印，充总兵官，會虏退而止。十二年守备南京，十四年宁王之乱，与南京兵部尚書喬宇、守备太监戴義防守南京。
十六年召入京师，充正使，赴安陸迎接世宗即位，嘉靖二年九月卒，贈太傅，謚恭僖。嘉靖四年三月其子朱麟襲爵。

## 家族
五世祖朱亮從明太祖起兵反元，授燕山護衛副千户。曾祖平原武愍王朱能從明成祖起兵靖難，以功封成國公，子孫世襲。祖父朱勇戰死于土木堡之變，父朱儀襲成國公，官南京留守，卒謚庄簡。
子朱麟、朱鳳、孫朱希忠襲成國公。